# 라디오 닛케이

라디오 닛케이(Radio Nikkei)는 일본에서 유일한 국내용 민간 단파방송국이다. 공식 명칭은 주식회사 닛케이라디오사(株式会社日経ラジオ社)이다. 1954년 8월 27일 설립 당시의 회사명은 일본 단파방송(日本短波放送)이었으며 2003년 10월 1일 닛케이라디오사라는 현재의 명칭으로 변경하였다.

## 개요
- 세계에서 유일한 영리목적 단파 라디오 방송국으로 경제·중앙경마·의료를 중심으로 프로그램을 편성하고 있다.
- 난청대책의 일환으로 일본에서 최초로 실시간방송 청취 서비스를 제공했으며, 이 서비스는 2012년 6월 30일 종료했다.
- 니혼케이자이 신문(이하 닛케이)의 계열사로 닛케이에서 주로 다루는 컨텐츠를 이용한 프로그램을 많이 방송하고 있으나 TV 도쿄를 중심으로 하는 텔레비전 방송 관련 계열사와의 관계는 깊지 않다.
- 2003년 10월 1일을 기해 회사명과 애칭이 바뀌었지만 일본의 가전회사에서 판매하는 라디오 닛케이 수신용 라디오나 단파라디오에는 예전 회사명칭에서 유래한「NSB」(Nihon Short-Wave Broadcasting Co.Ltd.의 약어)가 계속 사용되고 있는데 이는 「NSB」로 표시하는 것이 사람들에게 정착되어 있으며 최근 몇년 동안 새로운 라디오 닛케이 수신용 라디오나 단파라디오가 나오지 않고 있기 때문으로 덧붙이자면 라디오의 약칭표기변경에 대해 라디오 닛케이 측은 가전회사에 약칭 변경을 요구하지 않고 있다.
  - 참고로 일본의 가전회사 옴 전기에서 2008년 이후 판매하기 시작한 저가형 단파 라디오에는 지금 사용하는 회사명의 영문 표기를 생략한 「NRBC」로 표기되었으며 2009년 소니의 FM/AM/라디오 닛케이 수신용 고감도 라디오 「ICF-EX5」를 「ICF-EX5MK2」로 모델변경을 실시하면서 라디오 닛케이를 표시할 때 기존의 NSB 대신 현재의 약칭인 라디오 NIKKEI 로 표시하기 시작했다.
  - 경영안정과 효율성을 이유로 2018년 10월부터 일부 주파수를 통한 방송을 휴지하기 시작했다.

## 방송 주파수

### 제1방송
- 3.925MHz(JOZ:50kW·JOZ4:10kW)

JOZ는 1961년 9월 출력을 10KW에서 50KW로 증가시킴. 2018년 10월부터 방송 휴지.(비상상황시에만 운영)
- 6.055MHz(JOZ2:50 kW)

1961년 9월 출력을 10KW에서 50KW로 증가시킴.
- 9.595MHz(JOZ3:50 kW)

1961년 9월 출력을 10KW에서 50KW로 증가시킴. 2018년 10월부터 방송 휴지.(비상상황시에만 운영)

### 제2방송
- 3.945MHz(JOZ5:10kW) 평일 이외에는 방송시간 연장시에만 운용
- 6.115MHz(JOZ6:50kW)

1981년 9월 출력을 10KW에서 50KW로 증가시킴. 국제방송에 영향을 줄 수 있어 19시 이후에는 운용하지 못한다.
- 9.760MHz(JOZ7:50kW)

1981년 9월 출력을 10KW에서 50KW로 증가시킴. 국제방송에 영향을 줄 수 있어 17시 이후에는 운용하지 못했다. 2018년 10월 이후 방송 휴지.

## 연혁
1954년
- 4월 14일 실험 방송국 면허 승인 3.925 MHz(JJ2KY)와 6.095 MHz(JJ2KZ)를 통해 방송했으며 출력은 두 방송국 모두 500W.
- 7월 1일 - 주식회사 일본단파방송(영문 약칭·NSB) 설립.
- 8월 27일 - 3.925MHz(JOZ)와 6.055MHz(JOZ2)에서 개국.그 날 오전 6시 반부터 방송 개시.주식시황도 이 날부터 방송 개시.
- 11월 20일 - 「의학강좌」방송 개시.

1955년
- 6월 15일 - 주파수 9.595 MHz(JOZ3) 추가.

1956년
- 5월 5일 - 일본에서 처음으로 매일 프로야구 방송 개시

당시 중파 방송국에서도 프로야구 중계를 방송하고 있었지만 지금처럼 매일 중계하지 않았다.그 때문에 일부 야구팬들은 이 야구중계를 들으려고 많은 노력을 했다고 한다.(-1961년까지 중계.1977년과 1989년 한때 토요일·일요일에 제1방송을 통해 야구중계 프로그램이 부활했지만 현재는 하지 않고 있다.).
- 10월 27일 - 중앙경마 실황중계 방송 개시.

1959년
- 2월 1일 - 도에이,오분사,도쿄 타임즈와 함께 일본교육테레비(NET.현재의 테레비아사히)를 개국.

1961년
- 8월 26일 - 삿포로 중계국 방송 개시.주파수 3.945 MHz(JOZ4).

1963년
- 9월 2일 - 제2방송 개시.주파수 3.945 MHz(JOZ5)와 7.230 MHz(JOZ6)에서 방송.

1968년
- 1월 21일 - 제2 방송에 주파수 9.760 MHz(JOZ7) 추가.

1971년
- 12월 1일 - JOZ4의 주파수를 3.925MHz로 변경.

1974년
- 7월 1일 - JOZ6의 주파수를 6.115MHz로 변경.

1978년
- 11월 23일 - 애칭을 「라디오 단파」로 정한다.

1986년
- 6월 25일 - 주식회사 라디오 단파 증권 연구소 설립.

1996년
- 3월 25일 - 라디오 단파 홈 페이지 개설.
- 8월 27일 - 퍼펙TV!(현·스카이 퍼펙 TV!)를 통한 초단파 방송인 디지털 단파 501및 디지털 단파 502(이하 「디지털 단파」라고 총칭)방송 개시.

1998년
- 12월 14일 - BS디지털 방송 참가를 목적으로, BSJ라디오(현·주식회사 비·에스·커뮤니케이션) 설립.

1999년
- 6월 - 제1방송의 인터넷 실시간 방송 실시
- 10월 1일 - 주식회사 라디오 단파 서비스와 주식회사 라디오 단파 증권연구소가 합병.

2000년
- 4월 1일 - 주식회사 일본단파방송이 주식회사 라디오단파 서비스를 합병.
- 12월 1일 - BS디지털 방송 「BSC」(후의 「BS라디오 NIKKEI」) 방송 개시.

2002년
- 4월 - 제2방송의 평일방송을 중단하기 시작

2003년
- 10월 1일 - 주식회사 닛케이 라디오사로 상호를 변경.

2004년
- 3월 31일 - 디지털 단파 방송 종료.
- 4월 1일 - 애칭을 「라디오 NIKKEI」로 변경.

2006년
- 3월 31일 - 「BS라디오 NIKKEI」 방송을 종료.
- 4월 3일 - 제2방송 평일방송 재개

2011년
- 3월 15일 - 라디오 후쿠시마에서 제작한 동일본대지진 정보 프로그램을 3 월말까지 일부 시간대에 동시 방송 실시
- 3월 24일 - 전력 부족 영향을 고려해 에너지 절약 절전 대책으로 4 월 30일까지 제2방송 평일 방송을 중단하고있다가 정지 기간을 5월 31일까지 연장한다는 발표가 있었다.
- 4월 - 제1방송 평일 방송 시간을 24:00까지 연장
- 10월 1일 - 제1방송 주말 밤 9시 이후 방송을 재개하였고 동시에 평일 제2방송 방송 중단을 2011년말까지 연장한다고 발표

2012년
- 1월 4일 - 제2방송 평일 방송 재개.
- 6월 30일 - 자체인터넷 실사간 방송 종료. 이후 실시간 방송은 radiko를 통해 하고 있다.
- 7월 27일 - 정오부터 radiko를 통한 제2방송 실시간 방송 개시

2013년
- 7월 1일 - 제2방송의 평일 편성 개편. 이날부터 평일 방송 시간을 23시까지 연장.

2018년
- 6월 29일 - 2018년 10월 1일부터 제 1 · 2 방송 전송 체계를 6MHz 대역을 중심으로 편성하리고 발표.

2019년
- 4월 1일 - 4월 개편부터 제2방송의 평일 방송 종료 시간을 21시 30분으로 단축

## 보충서술
- 개국 당시부터 평일은 주식시황, 주말은 중앙경마 실황중계를 중심으로 편성하고 있었으며 지금도 이 두 프로그램을 중심으로 프로그램 편성이 이루어지고 있다.
- 1963년 9월부터 제2방송을 시작하면서 일본의 민영 라디오 방송국 중 유일하게 한 방송국이 다른 복수의 방송 채널을 가진 유일한 사례로 기록되었다.
- 단파를 통해 방송하는 민영방송국이라 1970년대부터 1980년대까지 일본의 청년층에서 단파청취가 유행했을 때 단파청취나 아마추어 무선에 관한 프로그램도 많이 방송하고 있었다.[1]
- 1970년대에는 황금시간대(저녁 7시~밤 10시)에 교육 관련 프로그램이나 의료 종사자 관련 전문 프로그램이 방송되고 있었으며 프로그램수는 감소했지만 지금도 평일 밤 8시 10분 이후[2]에는 의료 종사자 관련 전문 프로그램을 중심으로 편성을 하고 있고 이외에도 지적 장애자,신체장애자와의 공생을 테마로 한 복지 프로그램도 방송하고 있다.
- 80년대 초반에는 포르노 영화나 성인 비디오의 음성, 라디오 포르노 드라마를 방송하는 프로그램이 토요일 새벽에 방송된 적이 있었다.
- 2002년 4월부터 방송시간을 축소하면서 제1방송의 심야 방송(일요일은 밤 9시 50분이후, 금요일·토요일을 제외한 평일은 밤 11시 이후)과 토요일·일요일과 방송국이 정한 날을 제외한 평일의 제2방송 송출을 중단했다가 2006년 4월 3일부터 다시 평일 방송송출을 시작했으나 동일본대지진을 계기로 다시 중지되었다.

## 같이 보기
- 단파방송